# Selo de Indiana
O Selo do Estado de Indiana, é utilizado pelo Governador de Indiana para certificar documentos oficiais. O selo tem passado por várias revisões, uma vez que a região era parte do Território do Noroeste. É provável que o lacre original, que é semelhante ao atual, foi criado por William Henry Harrison durante sua administração do Território de Indiana. O design atual do selo foi padronizado pela Assembleia Geral de Indiana , em 1963.

## Utilização
O selo do estado é mantido pelo Governador de Indiana. Ele é usado para certificar a autenticidade dos documentos oficiais do estado. O selo é colocado no departamento de relatórios, projetos de lei, comunicação oficial do Governador de outros altos cargos. O selo é também utilizado em todas as comissões concedidas pelo estado, como prova de que a comissão é de autoridade.

## História

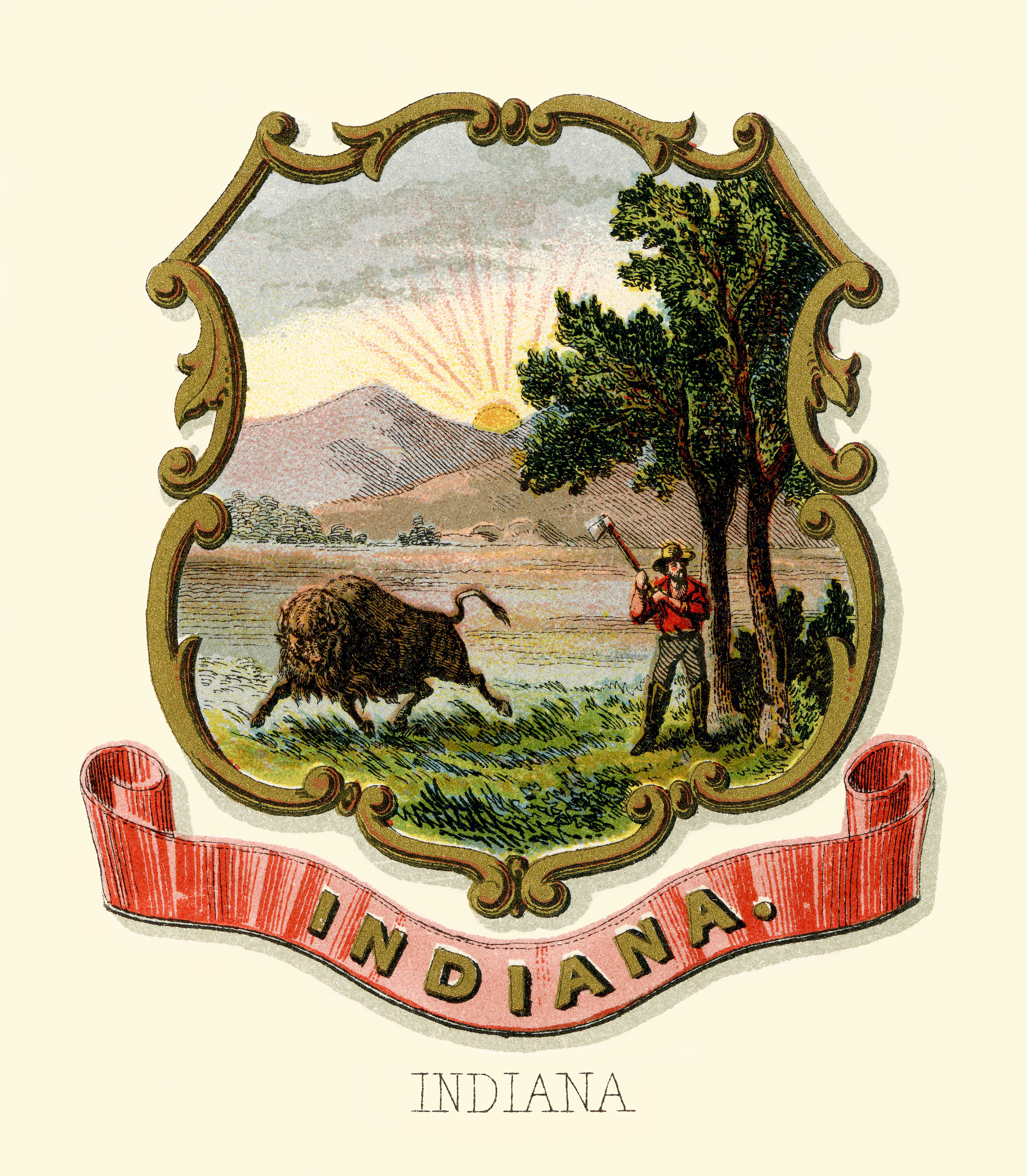
histórico brasão de armas do estado de indiana (ilustrado, 1876)

O Congresso dos Estados Unidos aprovou uma legislação em 8 de Maio de 1792, que dirigiu o Secretário de Estado dos EUA para "fornecer selos adequados para os vários e respectivas repartições públicas nos Territórios". Indiana era parte do Território Noroeste , em que o tempo e o selo foi criado pelo Departamento de Estado dos Estados Unidos para ser usada em documentos oficiais do território. O selo original foi mantida pelo Governador Arthur St. Clair e o primeiro registro do uso foi em uma proclamação feita em 26 de julho de 1788.
Em 10 de Maio de 1800, o Território de Indiana foi criada por um ato do Congresso, mas não prevê a concessão de um selo oficial foi incluído na medida. O primeiro registro do uso do selo de indiana foi pelos documentos que foram assinados pelo Governador William Henry Harrison em janeiro de 1801. O selo, que ele usou foi uma adaptação de um original, selo criado para o Território Noroeste. Embora a sua origem é incerta, é provável que ele foi Harrison, que fez a alterações.
A constituição de 1816 continha uma cláusula que declarou o governador deve manter um selo do estado e usá-lo em comunicado oficial. O projeto do selo foi proposto pela primeira vez durante a primeira sessão da Assembleia Geral de Indiana , em 1816. Em 22 de novembro de 1816, representante Davis Floyd do Condado de Harrison propôs a adoção de um selo, com um design ele se refere como "uma floresta e Um lenhador de abate um búfalo deixando a floresta e em fuga através da planície para uma floresta distante, e o sol, a oeste com a palavra Indiana." O projeto de lei foi colocado através de uma conferência conjunta de ambas as câmaras da Assembléia Geral e fundos de onde votou para aquisição de uma impressora para criar o selo.
Em 1819, o selo do estado foi parte de um estado de crise.  O vice-Governador Christopher Harrison tornou-agindo-governador, quando o Governador Jonathan Jennings estava realizando negociações com as tribos nativas do norte de Indiana. Quando Jennings voltou, Harrison se recusou a demitir-se do cargo de governador, alegando que as ações de Jennings, havia invalidado o seu governo. Harrison aproveitou o selo do estado, e estabelecer seu próprio gabinete do governador. Depois de várias semanas de debate na assembléia legislativa do estado, Harrison foi forçado a devolver o selo de Jennings e desocupar o gabinete do governador.
Em 1895, Robert S. Hatcher, a leitura do secretário do Senado de Indiana, foi dirigido para verificar o status legal do projeto do selo do estado. Depois de uma análise exaustiva, Hatcher considerou que a legislação que autorizou o selo não declarou explicitamente que o seu projeto deve ser. Ele recomendou que um projeto de lei ser passada para padronizar o selo.
Em 28 de janeiro de 1905, um artigo correu em Indianápolis Notícias contendo informações sobre a origem do selo, alguns duvidosos. O artigo recebeu muita atenção e iniciado um inquérito informal sobre a história do selo, e, nomeadamente, para descobrir se o sol no selo foi de aumento ou definição. Jacob Piatt Dunn, o preeminente historiador do tempo de Indiana, consultou diversos da história e chegou à conclusão de que o sol estava nascendo. Dunn foi citando o fato de que o estado era jovem, e as montanhas foram para o leste do estado, ao ocidental, indicando, claramente, o sol estava nascendo.
O design atual do selo foi padronizado pela Assembleia Geral de Indiana, em 1963. Durante a reunião da Assembleia-Geral, Representante Taylor I. Morris introduziu a legislação para padronização do desenho do selo do estado. Sua conta teve descrito um selo, que retrata um lenhador cortando um sicômoro árvore, enquanto um Bisão Americano é executado em primeiro plano e o sol sobe no plano de fundo. As folhas da árvore de estado, a tulipa, o limite de design. O projeto de lei é aprovado pela assembleia e tornou-se lei.
Em 2004, o estatuto de 1963 veio sob a crítica porque o sol no estado do selo é a definição , em vez de aumento. Uma investigação minuciosa para a história do selo levou à descoberta de que a original selo foi criado com a intenção de que o sol deve, na verdade, ser descrito como a subir. Em 2004 e 2005, foi introduzida uma legislação para alterar a redação do estatuto, mas a partir de 2008, nenhuma ação foi tomada para corrigir o erro.

## Atual estatuto
A lei criada para padronizar o selo do estado, em vigor desde 1963. A estatura:
Estado de Indiana Código: IC 1-2-4-1
O selo oficial para o estado de Indiana, devem ser descritos da seguinte forma:
Um círculo perfeito, dois e cinco oitavos (2 5/8) polegadas de diâmetro, engastadas por uma linha simples. Outro círculo dentro do primeiro, dois e três oitavos (2 3/8) polegadas de diâmetro engastadas por uma cercadura de linha, deixando uma margem de um quarto (1/4) de uma polegada. Na metade superior desta margem são as palavras "o Selo de Estado de Indiana".
No centro inferior, 1816, ladeado por um diamante, com dois (2) pontos e uma folha de tulipa (liriodendron tulipifera), em ambas as extremidades do diamante. O círculo interno tem dois (2) árvores no plano de fundo à esquerda, três (3) colinas, no centro de plano de fundo com quase um pôr do sol atrás e entre o primeira e a segunda colina, a partir da esquerda.
Há quatorze (14) os raios do sol, começando com dois (2) curtos, à esquerda, o terceiro a ser mais e, em seguida, alternando, de curto e longo. Existem duas (2) sicômoros à direita, a maior, mais perto do centro e ter um ponto de corte de quase meio a meio, do lado esquerdo, a uma curta distância acima do solo. O lenhador está usando um chapéu e segurando quase perpendicular à sua direita. O machado de lâmina é afastaram-se dele e, mesmo com o seu chapéu.
O búfalo está em primeiro plano, voltada para a esquerda da frente. Sua cauda é para cima, de frente com os pés no chão com os pés no ar, como ele salta através de um registo.

O terreno tem brotos de grama azul, na área de bufalo e mateiro.

## Iconografia
O sol nascendo na imagem que representa que Indiana tem um futuro brilhante pela frente e está apenas começando. As montanhas, ergue-se sobre são uma representação das Montanhas Allegheny mostrando Indiana no ocidente. O lenhador representa a civilização subjugar que o deserto era Indiana. O búfalo representa o deserto, fugindo para o oeste de distância do avanço da civilização.

## Selos do governo de Indiana

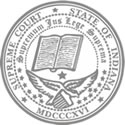
Selo do Supremo Tribunal de Indiana
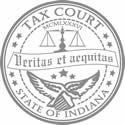
Selo do Tribunal Tributário de Indiana
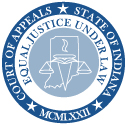
Selo do Tribunal de Apelações de Indiana
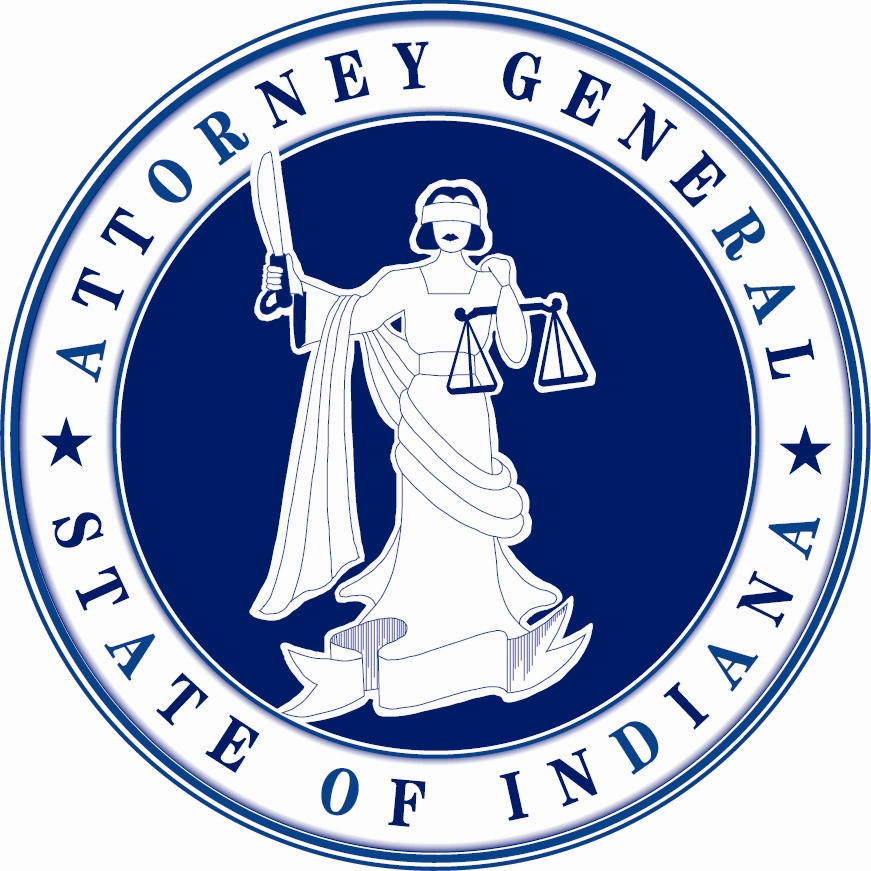
Selo do Procurador-Geral de Indiana
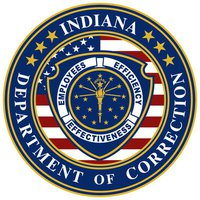
Selo de Indiana Departamento de Correcções
Selo da Indiana do Departamento de Transporte
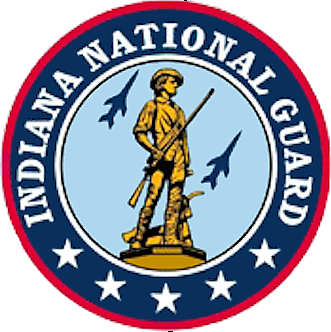
Selo da Guarda Nacional de Indiana

## Relações externas
- Pamela J. Bennett & Alan January. «Indiana's State Seal—An Overview». Indiana Historical Bureau. Consultado em 31 de maio de 2008